# Orlando (Roman)

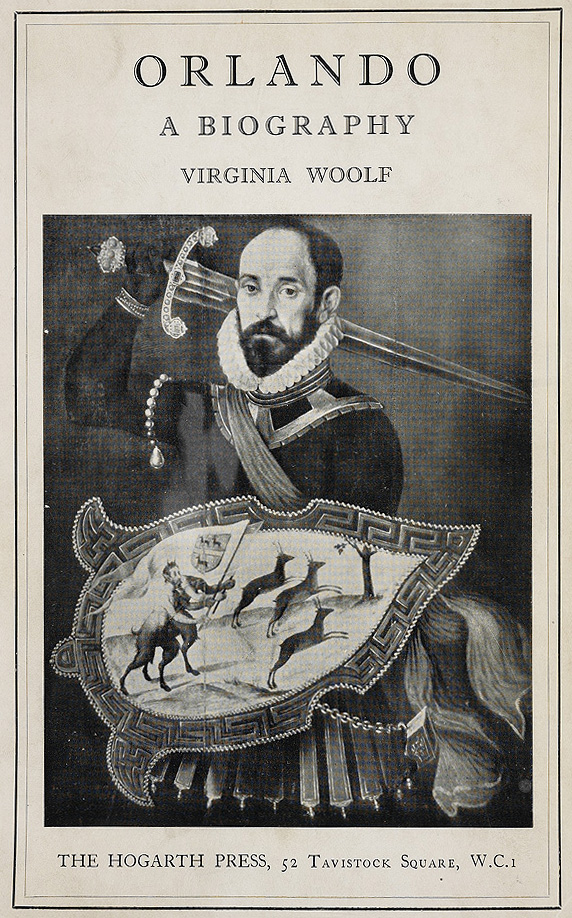
Titelseite der Originalausgabe von Orlando 1928

Orlando – eine Biographie (Originaltitel: Orlando: A Biography) ist ein Roman von Virginia Woolf aus dem Jahr 1928. Er erzählt die Lebensgeschichte des englischen Adligen Orlando, der über mehrere Jahrhunderte hinweg lebt und im Verlauf der Handlung sein Geschlecht wechselt. Die fiktive Biografie verbindet historische, literarische und satirische Elemente und gilt als experimenteller Beitrag zur Auseinandersetzung mit Geschlecht, Identität und Zeit. Inspiriert wurde das Werk von Woolfs Beziehung zur Schriftstellerin Vita Sackville-West, die als Vorlage für die Hauptfigur diente.

## Handlung
Die Handlung beginnt im England des 16. Jahrhunderts. Die Hauptperson Orlando ist ein junger Adliger, der bei Königin Elisabeth I. in hohem Ansehen steht und von ihr einen Landsitz erhält. Während des Frostjahrmarkts auf der im 16. Jahrhundert aufgrund der Kleinen Eiszeit regelmäßig zugefrorenen Themse lernt Orlando eine geheimnisvolle russische Gräfin namens Sasha kennen, die ihn jedoch nach einer leidenschaftlichen Affäre verlässt und nach Russland zurückkehrt. In der Folge zieht sich Orlando auf seinen Landsitz zurück, beschäftigt sich mit der Verwaltung seines Guts und versucht sich als Schriftsteller. Als ihn eine hartnäckige Verehrerin, die Erzherzogin Harriet, nicht in Frieden lässt, lässt sich Orlando als Botschafter nach Konstantinopel versetzen.
In Konstantinopel fällt Orlando nach einer von sozialen Unruhen geprägten Nacht in einen mehrtägigen Schlaf, aus dem er als Frau erwacht. Die Ursachen der Verwandlung bleiben im Dunkeln, allerdings findet sich unter Orlandos Papieren ein Dokument, das seine Eheschließung mit einer Tänzerin festhält. Orlando verlässt die Stadt heimlich mit Hilfe eines Zigeunerclans, bei dem er (bzw. nun sie) in den Bergen eine Weile leben kann, bis die unterschiedlichen kulturellen Hintergründe dann doch zu Konflikten führen. Orlando kehrt auf einem Schiff namens Enamoured Lady nach England zurück und macht sich während der Überfahrt, auf der sie erstmals europäische Frauenkleider trägt, nach und nach die Konsequenzen ihres Frauseins bewusst.
In England nimmt Orlando ihre Güter wieder in Besitz, muss jedoch zunächst abwarten, ob sie nach ihrer Verwandlung noch als rechtmäßige Inhaberin ihres Adelstitels und ihrer Ländereien anerkannt wird. Die entsprechenden Gerichtsverfahren ziehen sich lange hin, werden jedoch schließlich zu Orlandos Gunsten entschieden, ihre Ehe mit der Tänzerin wird annulliert. Orlando interessiert sich nun für das gesellschaftliche Leben in London, langweilt sich aber schon nach einer kurzen Zeit in den Salons der adeligen Damen und bemüht sich darum, mit den wichtigsten Schriftstellern ihrer Zeit (nun des 18. Jahrhunderts) bekannt zu werden. Tatsächlich bewirtet sie schon bald regelmäßig Alexander Pope, Joseph Addison und Jonathan Swift mit Tee, dem ihr verhassten neuen Modegetränk der Epoche, muss aber erkennen, dass diese ihre Ansichten nicht ernst nehmen. Dank ihrer Angewohnheit, zuweilen nachts in Männerkleidern auszugehen, macht Orlando bald die Bekanntschaft verschiedener Halbweltdamen Londons, mit denen sie sich anfreundet, nachdem sie sich ihnen als Frau zu erkennen gegeben hat.
Erst mit dem Beginn der Viktorianischen Epoche, deren Familiensinn und biedere Moral Orlando zu schaffen machen, stellt Orlando ihr ungebundenes Leben in Frage. Die bedrückende gesellschaftliche Atmosphäre der Zeit wird auch durch einen klimatischen Umschwung symbolisiert: Das englische Wetter wird nun dauerhaft feucht und klamm, die Sonne ist kaum noch zu sehen. Glücklicherweise begegnet ihr schon bald der Kapitän Marmaduke Bonthrop Shelmerdine, den Orlando umgehend heiratet, wenngleich sich aufgrund seiner häufigen Abwesenheit ihr Leben dadurch kaum verändert. Der Kritiker Nicholas Greene, den Orlando schon zu Zeiten Königin Elisabeths kennengelernt hat, verhilft Orlando nun zur Publikation ihres seit Jahrhunderten fortgeschriebenen Gedichts The Oak Tree, das immerhin in sieben Auflagen gedruckt wird und einen Literaturpreis gewinnt. Das Buch endet im Jahr seiner Publikation (1928), in dem die nun ca. dreihundertjährige Orlando als Frau von 36 Jahren ein Auto besitzt und im Warenhaus einkauft.

## Entstehung

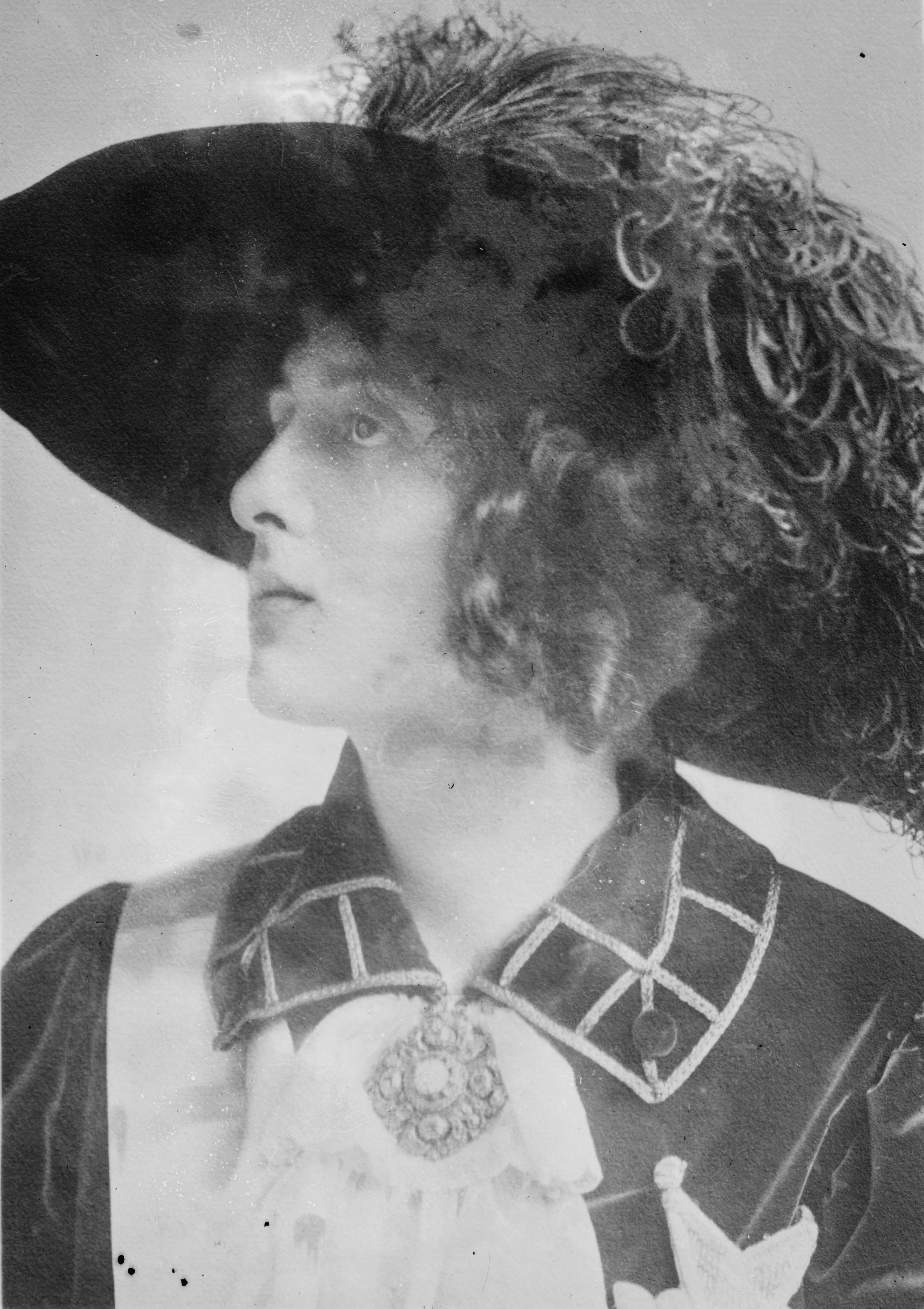
Woolfs Beziehung zu Vita Sackville-West diente als Inspiration für den Roman

Virginia Woolf verfasste Orlando im Jahr 1927, inspiriert von ihrer intensiven Liebesbeziehung zur Schriftstellerin Vita Sackville-West. In einem Tagebucheintrag schrieb Woolf, sie schreibe den Roman „halb im Spottstil, sehr klar und einfach, damit die Leute jedes Wort verstehen. Aber das Gleichgewicht zwischen Wahrheit und Fantasie muss sorgfältig sein. Es basiert auf Vita.“ Die persönliche Dimension des Werks war so bedeutend, dass Woolf Sackville-West um Erlaubnis bat, sie als Vorlage für die Titelfigur zu verwenden. Sackville-West antwortete: „Mein Gott, Virginia, wenn ich jemals gleichzeitig begeistert und erschrocken war, dann bei dem Gedanken, in die Form von Orlando projiziert zu werden.“ Viele Elemente der Figur Orlando basieren auf Sackville-Wests Leben, darunter ihr Familiensitz Knole House in Kent und ihre aristokratische Herkunft.
Woolf bezeichnet den Zeitraum, in dem sie Orlando verfasst hat, als einmalig glücklichen Herbst, und stellt fest, dass sie nie ein Buch schneller verfasst habe. Das Buch selbst beschreibt sie als heiter und schnell lesbar; es zu schreiben sei für sie als Schriftstellerin Urlaub gewesen.
Woolf selbst betrachtete das Werk als „neue Form der Biografie“ und zugleich als literarisches Experiment, das sie zur Vorbereitung auf das dichterisch mystische Die Wellen schrieb.

## Analyse

### Form
Formal ist Orlando ein hybrider Text zwischen Roman, Biografie und Memoir.  Die Mischung aus satirischem Ton, historischen Anspielungen und bewusst übertriebener Bildsprache fordert die Lesenden heraus, Realität und Fiktion beständig neu zu verorten. Woolf nutzt in Orlando die Form einer Biografie, um diese zugleich zu parodieren. Durch die fiktive Darstellung über mehrere Jahrhunderte hinweg und die ironische Kommentierung der "Biografin" wird die traditionelle Biografieform hinterfragt und dekonstruiert.
Die Biografie-Parodie thematisiert literarisches Schaffen als geschlechterpolitischen Akt und wird häufig als Künstlerroman gelesen. Woolf verbindet dabei Fakten und Fiktion, spielt mit dokumentarischen Elementen wie Fotografien und einem Index und stellt reale Personen wie Vita Sackville-West fiktiv dar. Die Geschlechtergrenzen werden durch Orlandos Maskeraden sowie durch den körperlichen Geschlechterwechsel verwischt. Diese Mehrdeutigkeit eröffnet sowohl Interpretationen im Sinne von Woolfs Theorie der Androgynie (Ein Zimmer für sich allein) als auch lesbischer Repräsentation.
Die narrative Struktur und stilistische Opulenz des Romans, etwa in der Beschreibung von Landschaften, Innenräumen oder historischen Szenen, reflektiert  eine queere Ästhetik, die normative Vorstellungen von Zeit, Identität und Geschlecht unterläuft. Besonders hervorgehoben wird die Bedeutung von Raum und Zeit für die Identitätsbildung, etwa in der metaphorisch aufgeladenen Darstellung von Orlandos Familiensitz Knole oder in der mehrfach variierten Szene des „Fanfarenstoßes“, der sowohl sexuelle Erregung als auch Erkenntnis markiert.

### Rassismuskritik
Eine rassismuskritische Lesart von Orlando macht auf die problematische Darstellung Schwarzer Frauenfiguren aufmerksam, insbesondere auf die Szene, in der Orlando „eine Negerin im Dunkeln küsst“. Die Literaturwissenschaftlerin Jane Marcus weist in ihrer Analyse darauf hin, dass Woolf mit dieser Formulierung eine koloniale Fantasie reproduziert, in der Schwarze Frauen zu exotisierten, sexualisierten Objekten werden. Diese Darstellung steht in enger Verbindung zur Biografie der realen Vorlage des Romans, Vita Sackville-West, deren Familie im kolonialen England mit afrokaribischen Bediensteten zusammenlebte.
Die „Negerin“ in Orlando werde so zu einer Projektionsfläche für sexuelle wie auch nationale Ambivalenzen – sie symbolisiert die Möglichkeit grenzüberschreitender (rassischer wie geschlechtlicher) Begierde, bleibt aber sprachlich und narrativ stumm. Woolfs Auseinandersetzung mit Geschlecht und Nationalität finde, so Jane Marcus, hier ihre Grenze in einem weißen feministischen Diskurs, der die koloniale Geschichte und die Schwarze Präsenz in England ignoriert oder unterordnet.

## Rezeption und Verarbeitungen

### Zeitgenössische Rezeption
Orlando erschien 1928 in einem gesellschaftlichen Klima, in dem offene Darstellungen lesbischer Liebe skandalisiert wurden. Im selben Jahr wurde Radclyffe Halls Roman Quell der Einsamkeit in einem Obszönitätsprozess verurteilt. Vor diesem Hintergrund stellte Orlando eine subversive literarische Strategie dar: Der Wechsel des Geschlechts der Hauptfigur ermöglichte es Woolf, Themen queerer Identität und fluiden Begehrens zu behandeln, ohne explizit gegen gesetzliche Normen zu verstoßen und entging damit erfolgreich der Zensur.
Das Buch war ein kommerzieller Erfolg: Es verkaufte sich in den ersten sechs Monaten doppelt so häufig wie Woolfs vorheriger Roman Die Fahrt zum Leuchtturm im gesamten ersten Jahr. Orlando wurde bei Erscheinen unterschiedlich rezipiert – von der Ablehnung als „hochgeistiger Scherz“ bis zur Anerkennung als „poetisches Meisterwerk“. Kritiker im Time 1928 lobten Orlando als „kühn und meisterhaft“ und hoben die satirischen und genderbezogenen Dimensionen hervor.
Die Rezeption von Orlando war auch deshalb besonders, weil Lesende den autobiografischen Bezug zu Sackville-West sofort erkannten. Laut der Literaturwissenschaftlerin Smith war dies ein entscheidender Grund für die Popularität des Romans: „Die Leute wussten, dass es um Vita ging, und sie fanden es unterhaltsam und verspielt.“ Die Mutter von Sackville-West hingegen war entsetzt über das Werk und schrieb, sie verabscheue Woolf dafür, dass sie „meine Vita verändert und sie mir genommen hat“.

### Spätere Rezeption
Orlando wurde zu einem Meilenstein der queeren Literatur. In der universitären Lehre dient das Werk bis heute als Ausgangspunkt für Diskussionen über Geschlecht und Identität.
Der Roman diente 1981 als Vorlage für Ulrike Ottingers Film Freak Orlando mit Magdalena Montezuma als Orlando. 1992 wurde das Buch von Sally Potter mit Tilda Swinton in der Titelrolle als Orlando verfilmt. Die Rolle der Königin Elizabeth I. wird von dem Cross-Dresser Quentin Crisp bekleidet.
2023 erschien eine filmische Auseinandersetzung von Paul B. Preciado mit dem Roman unter dem Titel Orlando, meine politische Biographie. In dem preisgekrönten Dokumentarfilm richtet sich der Philosoph in Briefform an Virginia Woolf und lässt Orlando in 26 trans und non-binären Personen im 21. Jahrhundert weiter fortleben.
Der Roman diente als Vorlage für Olga Neuwirths Oper Orlando (UA Wiener Staatsoper, 2019).

### Hörspielbearbeitung
- Orlando. Eine Biografie. Hörspiel in sechs Teilen. Mit Gabriel Raab, Vera Weisbrod, Wiebke Puls, Paul Herwig, Brigitte Hobmeier, Hans Kremer, Georgia Stahl u. a. Bearbeitung: Gaby Hartel, Komposition: Ulrike Haage, Regie: Katja Langenbach. BR Hörspiel und Medienkunst 2013. Als Podcast/Download im BR Hörspiel Pool.[6]

## Ausgaben

### Originalausgaben
- Orlando – A Biography. The Hogarth Press, London 1928.
- Orlando. A Biography. Introduction by Tilda Swinton. Canongate, London 2012.
- Orlando. (= Vintage Classics Woolf Series). Random House UK, London 2016, ISBN 978-1-78487-085-0.

### Deutsche Übersetzungen
- Orlando – die Geschichte eines Lebens. Übersetzt von Karl Lerbs. Insel-Verlag, Leipzig 1929.
- Orlando – Eine Biographie. Übersetzt von Herberth und Marlys Herlitschka. S. Fischer Verlag, Frankfurt am Main 1964.
- Orlando – eine Biographie. Übersetzt von Karl Lerbs. Revidiert von Heide Steiner. Nachwort und Anmerkungen von Wolfgang Wicht. Insel-Verlag, Leipzig 1983.
- Orlando – eine Biographie. Übersetzt von Brigitte Walitzek. S. Fischer-Verlag, Frankfurt am Main 1990, ISBN 978-3-10-092557-2.
- Orlando – eine Biographie. Übersetzt von Melanie Walz. Insel-Verlag, Frankfurt am Main 2012, ISBN 978-3-458-17538-4.
- Orlando – eine Biographie. Übersetzt von Marion Herbert. Anaconda-Verlag, Köln 2014, ISBN 978-3-7306-0163-1.